# 黑胸芋盲蝽
黑胸芋盲蝽（学名：Ernestinus nigriscutum）为盲蝽科芋盲蝽屬下的一个种。